# بير سويسي
بير سويسي هو التجمع الرئيسي ومقر لبلدية اولاد صابر التابعة إداريًا إلى دائرة قجال الكائنة في ولاية سطيف الجزائرية.